# Parhelophilus
Parhelophilus (лат.) — род двукрылых из семейства журчалок близкий к Anasimyia  Schiner , 1844 и Helophilus  Meigen , 1822.

## Описание
Мухи средней величины (8—12 мм). Расстояние между латеральными глазками и сложными глазами равно одному—двум диаметрам глазка у самок и меньше диаметра глаза у самцов. Лицо жёлтое без продольной полосы, в золотистом налёте, с хорошо развитой подусиковой впадиной. Лицо под усиками слабо выгнутое. Усики обычно оранжево-жёлтые, реже бурые у P. sibiricus. Ариста голая немного длиннее усиков. Глаза самцов не соприкасаются. Среднеспинка с продольными полосами. Тело в коротком опушении. Мембрана крыла в микротрихиях. Первая радиальная яцейка на крыле открытая. Задние бёдра слегка вздутые. Задние голени слегка изогнуты, без апикального шипа. Брюшко овальное с жёлтыми пятнами или перевязями, относительно широкое, у менее уплощённое, чем у самок.

## Биология
Мухи часто встречаются вблизи воды и вдоль опушки леса, где они летают вокруг цветущих растений. Мухи встречаются на соцветиях ириса, лапчатки, рябины, калины, спиреи, сахалинской гречихи, гортензии, а также на различных зонтичных. Вид P. consimilis придерживается заболоченных местообитаний, встречается, также вдоль ручьёв. Личинки, известные еще как «крыски», живут в разлагающихся остатках растений, особенно в местообитаниях заросших рогозом, в прудах, болотах и медленных потоках. Они имеют длинную анальную трубку, которой они пользуются для дыхания атмосферным воздухом. 

## Систематика и распространение
Голарктический род, включающий 14 видов:
- Parhelophilus brooksi Curran, 1927 — от Монитобы (Канада), Висконсин (США)
- Parhelophilus consimilis Malm, 1863 — Европа, Сибирь, юг Дальнего Востока
- Parhelophilus crococoronatus Reemer, 2000 — Испания, Франция
- Parhelophilus divisus  (Loew, 1863) — от Мичигана до Айдахо, Индианы и Флориды (США)
- Parhelophilus flavifacies  (Bigot, 1883) — от Квебека (Канада) до Флориды (США).
- Parhelophilus frutetorum  (Fabricius, 1775)  — Европа, юг Западной Сибири, Средняя Азия
- Parhelophilus brooksi  Curran , 1927
- Parhelophilus integer  (Loew, 1963) — от Онтарио и Квебека (Канада) до Северной Каролины (США)
- Parhelophilus kurentzovi  (Violovitsh , 1960) — Приморье, Сахалин, Курильские острова, Корея, Япония
- Parhelophilus laetus  (Loew , 1963) — от Британской Колумбии и Квебека (Канада) до Нью-Мексико, Луизианы и Северной Каролины (США)
- Parhelophilus obsoletus  (Loew, 1863) — от Аляска, Онтарио, Британская Колумбия (Канада) и Висконсин (США)
- Parhelophilus porcus  (Walker, 1849) — от Британской Колумбии до Нью-Браунсвика (Канада), Висконсина и Мериленда (США)
- Parhelophilus rex  (Curran et Fluke, 1922— от Британской Колумбии до Онтарио (Канада) , Колорадо и Западной Виргинии (США)
- Parhelophilus sibiricus  (Stackelberg , 1924) — от Карелии до Якутии
- Parhelophilus versicolor  (Fabricius, 1794) — Вся Европа, юг Западной Сибири, Средняя Азия